# Lignon (Agout)
Pour les articles homonymes, voir Lignon.
Le Lignon est une rivière du sud de la France sous-affluent du Tarn et de la Garonne.

## Géographie
De 10,4 km de longueur, il prend sa source sur la commune de Le Bez dans le Tarn et se jette dans l'Agout en rive gauche sur la commune de Burlats

## Départements et villes traversées
- Tarn : Le Bez, Burlats, Lacrouzette.

## Principaux affluents
- Ruisseau de Las Lagues, 2,2 km
- Rieu Maud, 4,7 km